# NGC 1146
NGC 1146 is een groep sterren in het sterrenbeeld Perseus. Het hemelobject werd op 29 januari 1864 ontdekt door de Duits-Deense astronoom Heinrich Louis d'Arrest. Door de schaarste aan sterren in deze groep kan dit object gerangschikt worden in de lijst van de telescopische asterismen.